# Verkhoïansk
Verkhoïansk (en russe : Верхоянск, en iakoute : Үөһээ Дьааҥы) est la plus petite ville de Russie en république de Sakha (Iakoutie). Sa population s'élevait à 768 habitants en 2023. On y trouve notamment un port, un aéroport, un dépôt de fourrures, et un centre d'élevage de rennes. C'est un pôle du froid, et l'un des lieux les plus froids de la Terre.

## Géographie
Verkhoïansk se trouve au nord-est de la Sibérie, sur le fleuve Iana, près du cercle arctique, à 638 km au nord-nord-est de Iakoutsk et à 4 683 km à l'est-nord-est de Moscou.

## Histoire
Une colonie cosaque fondée en 1638 est à l'origine de Verkhoïansk, à 90 km au sud-ouest de la ville actuelle. En 1775, elle fut déplacée sur la rive gauche de la Iana, afin de faciliter la collecte des taxes. Après la dissolution de l'ouïezd de Zachiversk, dans la vallée de l'Indiguirka, en 1803, les administrations furent en totalité transférées à Verkhoïansk, qui reçut le statut de ville en 1817. Entre les années 1860 et 1917, elle fut un lieu d'exil politique.

## Population
Recensements (*) ou estimations de la population :
| 1856 | 1897* | 1926* | 1939* | 1959* | 1970* |
| ---- | ----- | ----- | ----- | ----- | ----- |
| 100  | 354   | 400   | 1 600 | 1 410 | 1 864 |

| 1979* | 1989* | 2002* | 2010* | 2012  | 2013  |
| ----- | ----- | ----- | ----- | ----- | ----- |
| 1 709 | 1 883 | 1 434 | 1 311 | 1 245 | 1 212 |

| 2023 | - | - | - | - | - |
| ---- | - | - | - | - | - |
| 768  | - | - | - | - | - |

## Tendances politiques
| Scrutin             | 1er tour | 1er tour | 1er tour | 1er tour | 1er tour | 1er tour | 1er tour | 1er tour | 1er tour | 1er tour | 1er tour | 1er tour | 2d tour                  | 2d tour                  | 2d tour                  | 2d tour                  | 2d tour                  | 2d tour                  | 2d tour                  | 2d tour                  | 2d tour                  | 2d tour                  |
| Scrutin             | 1er      | 1er      | %        | 2e       | 2e       | %        | 3e       | 3e       | %        | 4e       | 4e       | %        | 1er                      | 1er                      | %                        | 2e                       | 2e                       | %                        | 3e                       | %                        | 4e                       | %                        |
| ------------------- | -------- | -------- | -------- | -------- | -------- | -------- | -------- | -------- | -------- | -------- | -------- | -------- | ------------------------ | ------------------------ | ------------------------ | ------------------------ | ------------------------ | ------------------------ | ------------------------ | ------------------------ | ------------------------ | ------------------------ |
| Présidentielle 2012 |          | ER       | 77,86    |          | KPRF     | 11,65    |          | SRZP     | 4,06     |          | SE       | 3,78     | Victoire au premier tour | Victoire au premier tour | Victoire au premier tour | Victoire au premier tour | Victoire au premier tour | Victoire au premier tour | Victoire au premier tour | Victoire au premier tour | Victoire au premier tour | Victoire au premier tour |
| Présidentielle 2018 |          | ER       | 77,23    |          | KPRF     | 17,46    |          | LDPR     | 2,62     |          | GRANI    | 1,11     | Victoire au premier tour | Victoire au premier tour | Victoire au premier tour | Victoire au premier tour | Victoire au premier tour | Victoire au premier tour | Victoire au premier tour | Victoire au premier tour | Victoire au premier tour | Victoire au premier tour |

## Climat

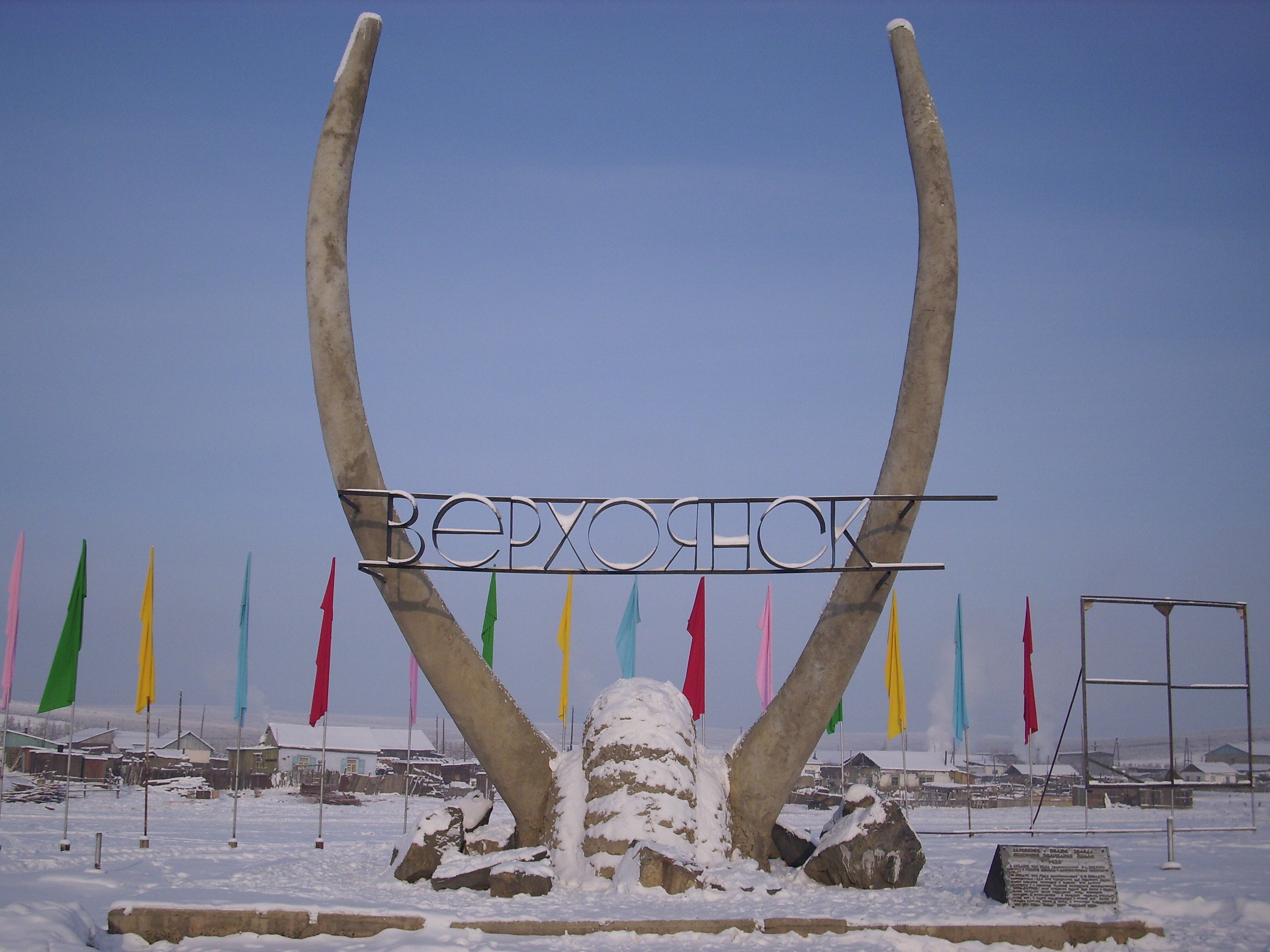
Le « pôle du froid » à Verkhoïansk.

Verkhoïansk se trouve dans un des lieux les plus froids de l'hémisphère nord. On considère qu'elle constitue avec Oïmiakon le pôle froid du nord, avec des températures moyennes de −45,9 °C en janvier, et une moyenne annuelle de −14,7 °C.
La plus basse température jamais enregistrée sur Terre (hors Antarctique et Groenland) le fut à Verkhoïansk les 5 et 7 février 1892 (ex æquo avec Oïmiakon le 6 février 1933), avec −67,8 °C.
Le record mondial d'amplitude thermique annuel y a également été enregistré cette année-là avec 104,4 °C, écart entre les −67,7 °C hivernaux et les 36,7 °C estivaux.
Selon la classification de Köppen la température du mois le plus froid est inférieure à -38 °C (-46 °C en janvier) donc le climat y est de type (Dfd), c'est-à-dire un climat subarctique à hiver très froid.
Une température record de 38 °C a été relevée le 17 juin 2020, battant le précédent record de 37.3 °C en juillet 1988.
Dans cette région, on rencontre fréquemment un autre phénomène : des « lacs de froid » se forment en hiver, ce qui signifie que la température s'accroît avec l'altitude.
| Mois                                        | jan.       | fév.       | mars       | avril      | mai        | juin      | jui.      | août      | sep.       | oct.       | nov.       | déc.       | année          |
| ------------------------------------------- | ---------- | ---------- | ---------- | ---------- | ---------- | --------- | --------- | --------- | ---------- | ---------- | ---------- | ---------- | -------------- |
| Température minimale moyenne (°C)           | −47,7      | −46,3      | −37,4      | −20,4      | −2         | 7,3       | 10        | 5,7       | −1,9       | −18        | −37,3      | −46,3      | −19,5          |
| Température moyenne (°C)                    | −44,7      | −42,1      | −28,9      | −10,9      | 4,2        | 13,9      | 16,5      | 12,1      | 2,8        | −13,4      | −33,7      | −43,6      | −14            |
| Température maximale moyenne (°C)           | −41,6      | −36,7      | −18,8      | −1,8       | 10,3       | 20,6      | 23,4      | 19,2      | 8,7        | −8,5       | −30        | −40,6      | −8             |
| Record de froid (°C) date du record         | −66,6 1912 | −67,8 1892 | −60,3 1912 | −57,2 1896 | −34,2 1890 | −7,9 1982 | −3,2 1964 | −9,9 1962 | −21,7 1957 | −48,7 1915 | −57,2 1960 | −64,5 1902 | −67,8 5/2/1892 |
| Record de chaleur (°C) date du record       | −9,5 1997  | −0,3 1940  | 5,6 2017   | 14,3 1943  | 28,1 1981  | 38 2020   | 37,3 1988 | 33,7 1969 | 25,1 1934  | 14,5 1949  | 1,1 1975   | −5,3 1979  | 38 20/6/2020   |
| Ensoleillement (h)                          | 6          | 84         | 219        | 280        | 309        | 354       | 327       | 219       | 132        | 84         | 26         | 1          | 2 041          |
| Précipitations (mm)                         | 6          | 5          | 5          | 4          | 16         | 30        | 34        | 30        | 22         | 13         | 11         | 6          | 182            |
| dont neige (cm)                             | 20         | 22         | 24         | 18         | 1          | 0         | 0         | 0         | 0          | 5          | 12         | 16         | 118            |
| Record de pluie en 24 h (mm) date du record | 13 1890    | 10 1917    | 11 1941    | 30 1900    | 21 2007    | 29 1928   | 42 2005   | 55 1893   | 29 1910    | 21 1910    | 19 1940    | 11 1940    | 55 1893        |
| Nombre de jours avec précipitations         | 0          | 0          | 0          | 1          | 8          | 14        | 14        | 14        | 10         | 0,4        | 0          | 0          | 61             |
| Humidité relative (%)                       | 74         | 74         | 69         | 63         | 58         | 57        | 61        | 69        | 74         | 78         | 77         | 75         | 69             |
| Nombre de jours avec neige                  | 17         | 16         | 12         | 9          | 8          | 1         | 0,3       | 0,4       | 8          | 17         | 18         | 16         | 123            |
| Nombre de jours d'orage                     | 0          | 0          | 0          | 0          | 0,1        | 2         | 3         | 1         | 0,03       | 0          | 0          | 0          | 6              |
| Nombre de jours avec brouillard             | 1          | 0,3        | 0,2        | 0,1        | 0,03       | 0,1       | 1         | 5         | 5          | 1          | 0,1        | 1          | 15             |

| Diagramme climatique                                  |             |             |            |          |           |          |           |           |           |            |             |
| J                                                     | F           | M           | A          | M        | J         | J        | A         | S         | O         | N          | D           |
| −41,6−47,76                                           | −36,7−46,35 | −18,8−37,45 | −1,8−20,44 | 10,3−216 | 20,67,330 | 23,41034 | 19,25,730 | 8,7−1,922 | −8,5−1813 | −30−37,311 | −40,6−46,36 |
| Moyennes : • Temp. maxi et mini °C • Précipitation mm |             |             |            |          |           |          |           |           |           |            |             |